# Доброво (Польща)
Доброво (пол. Dobrowo, нім. Dubberow) — село в Польщі, у гміні Тихово Білоґардського повіту Західнопоморського воєводства.
Населення — 820 осіб (2011).
У 1975-1998 роках село належало до Кошалінського воєводства.

## Демографія
Демографічна структура станом на 31 березня 2011 року:
|          | Загалом | Допрацездатний вік | Працездатний вік | Постпрацездатний вік |
| -------- | ------- | ------------------ | ---------------- | -------------------- |
| Чоловіки | 423     | 89                 | 309              | 25                   |
| Жінки    | 397     | 80                 | 260              | 57                   |
| Разом    | 820     | 169                | 569              | 82                   |